# فرانکنشتاین
فرانکنشتاین؛ یا پرومتهٔ مدرن معروف‌ترین اثر نویسنده انگلیسی مری شلی است که در سال ۱۸۱۸ میلادی نوشته شده است. فرانکنشتاین داستان دانشمندی جوان به نام ویکتور فرانکنشتاین را روایت می‌کند که طی یک آزمایش علمی غیرمعمول، موجودی فهیم را خلق می‌کند. شلی نوشتن این داستان را در ۱۸ سالگی آغاز کرد و نسخه اول آن را در ۲۰ سالگی، بدون ذکر نام نویسنده، در لندن به چاپ رساند. نام او نخستین بار در چاپ دوم رمان در پاریس در سال ۱۸۲۱ ذکر شده است.
شلی در سال ۱۸۱۵ حین سفری به دور اروپا، در گرنزهایم که ۱۷ کیلومتر با قلعه فرانکنشتاین فاصله دارد توقف کرد. دو قرن قبل در این مکان، کیمیاگری دست به یک سری آزمایش زده بود. شلی سپس به ژنو در سوییس سفر کرد که بخش عمده داستان فرانکنشتاین نیز در این منطقه رخ می‌دهد. معالجه با جریان برق (Galvanism) و افکار مربوط به علم غیب جزو موضوعات موردبحث در میان همراهان شلی بود، به خصوص عاشق و بعدها شوهر او پرسی بیش شلی. در ۱۸۱۶، مری، پرسی شلی و لرد بایرون مسابقه‌ای گذاشتند تا ببینند چه کسی می‌تواند بهترین داستان ترسناک را بنویسد. شلی در تخیل خود دانشمندی را تصور کرد که حیات را خلق می‌کند و از آنچه خود به وجود آورده می‌هراسد و همین تخیل، الهام‌بخش نوشتن فرانکنشتاین شد.
هرچند فرانکنشتاین آکنده از عناصر رمان گوتیک و جنبش رمانتیسم است، برایان آلدیس استدلال کرده است که این رمان را باید نخستین نمونه حقیقی از داستان علمی-تخیلی دانست. آلدیس بر این نظر است که بر خلاف داستان‌های پیش از آن که عناصر خیالی شبیه به ژانر علمی-تخیلی داشتند، شخصیت مرکزی فرانکنشتاین «عمداً تصمیم می‌گیرد» و «به آزمایش‌های مدرن در آزمایشگاه خود رو می‌آورد» تا به نتایج خیالی برسد. این رمان تأثیر قابل‌توجهی بر ادبیات و فرهنگ عامه گذاشت و زمینه‌ساز ایجاد ژانری از داستان‌ها و فیلم‌ها و نمایشنامه‌های ترسناک (هارور) شد.
از زمان نوشته‌شدن این رمان، نام «فرانکنشتاین» اغلب به اشتباه برای اشاره به هیولای فرانکنشتاین به کار رفته است و نه شخصیت خالق/پدر که ویکتور فرانکنشتاین نام دارد.

## روایت

### روایت ناخدا والتون در ابتدای رمان
فرانکنشتاین یک داستان قاب است که در قالب رمان نامه‌نگارانه نوشته شده. در ابتدای رمان، بین شخصیتی به نام ناخدا رابرت والتون و خواهرش مارگارت والتون ساویل، چند نامه رد و بدل می‌شود. ماجرا در قرن هجدهم اتفاق می‌افتد. رابرت والتون یک نویسنده ناکام است که تصمیم گرفته به سیاحت و اکتشاف قطب شمال برود و امیدوار است که بتواند مرزهای علم را گسترش بدهد. طی این سفر، خدمه کشتی او سورتمه‌ای را می‌بینند که موجودی عظیم‌الجثه در حال راندن آن است. چند ساعت بعد، خدمه کشتی مردی تقریباً یخ‌زده و از پاافتاده به نام ویکتور فرانکنشتاین را پیدا کرده و او را نجات می‌دهند. فرانکنشتاین در جستجوی همان انسان عظیم‌الجثه‌ای بوده که خدمه والتون دیده‌اند. فرانکنشتاین کم‌کم توان خود را بازمی‌یابد و در شخصیت والتون همان وسواس فکری‌ای را می‌بیند که زندگی خود او را نابود کرده و شروع به بازگویی مصائب زندگی خود برای والتون می‌کند تا به او هشدار بدهد. تعریف این ماجرا توسط ویکتور فرانکنشتاین در واقع چارچوب روایت رمان فرانکنشتاین است.

### روایت ویکتور فرانکنشتاین
ویکتور روایت خود را از کودکی‌اش آغاز می‌کند. او در ناپل ایتالیا و در خانواده‌ای مرفه از اهالی ژنو متولد شده. ویکتور و برادران کوچک‌ترش به نام‌های ارنست و ویلیام، پسران آلفونس فرانکنشتاین و کارولین بوفورت هستند. ویکتور از همان کودکی، اشتیاق زیادی برای فهمیدن جهان داشته و مطالعه نظریات کیمیاگران تمام فکر و ذکرش بوده، هرچند وقتی بزرگ‌تر می‌شود متوجه می‌شود که چنین نظریاتی قدیمی و منسوخ شده‌اند. وقتی ویکتور پنج ساله بوده، والدینش دخترک یتیمی به نام الیزابت لاونزا را به فرزندی قبول می‌کنند و ویکتور بعدها با او ازدواج می‌کند. والدین ویکتور بعدها کودک دیگری به نام جاستین موریتز را هم به فرزندی می‌گیرند که پرستار ویلیام (برادر ویکتور) می‌شود.

چند هفته قبل از آنکه ویکتور برای تحصیل در دانشگاه اینگولشتات به آلمان برود، مادر او بر اثر مخملک از دنیا می‌رود و ویکتور خودش را در آزمایش‌های علمی غرق می‌کند تا با این اندوه کنار بیاید. در دانشگاه، او در شیمی و سایر علوم سرآمد است و اندکی بعد، تکنیک مخفیانه‌ای برای جان‌دادن به مواد بی‌جان اختراغ می‌کند. او تصمیم می‌گیرد یک انسان‌واره بسازد اما به دلیل مشکلاتی که در ساختن بخش‌های جزئی و دقیق بدن انسان وجود دارد، ویکتور تصمیم می‌گیرد موجودی بسیار قدبلند (حدود ۲/۴ متر طول) و عظیم‌الجثه بسازد. ویکتور مشخصات این موجود را به نحوی انتخاب کرده که زیبا باشد، اما وقتی موجود زنده می‌شود زشت و ترسناک از آب درمی‌آید، با چشمانی سفید و پوستی زردرنگ که به زحمت عضلات و رگ‌های خونی زیرین را پوشش می‌دهد. ویکتور که از حاصل کار خود ترسیده، پا به فرار می‌گذارد. روز بعد وقتی در خیابان‌ها سرگردان است، دوست دوران کودکی خود، هنری کلروال، را می‌بیند و هنری را به خانه خود می‌برد. ویکتور نگران است که هنری بعد از دیدن هیولا چه واکنشی نشان خواهد داد اما وقتی به آزمایشگاهش برمی‌گردد می‌بیند که هیولا رفته و خبری از او نیست. 

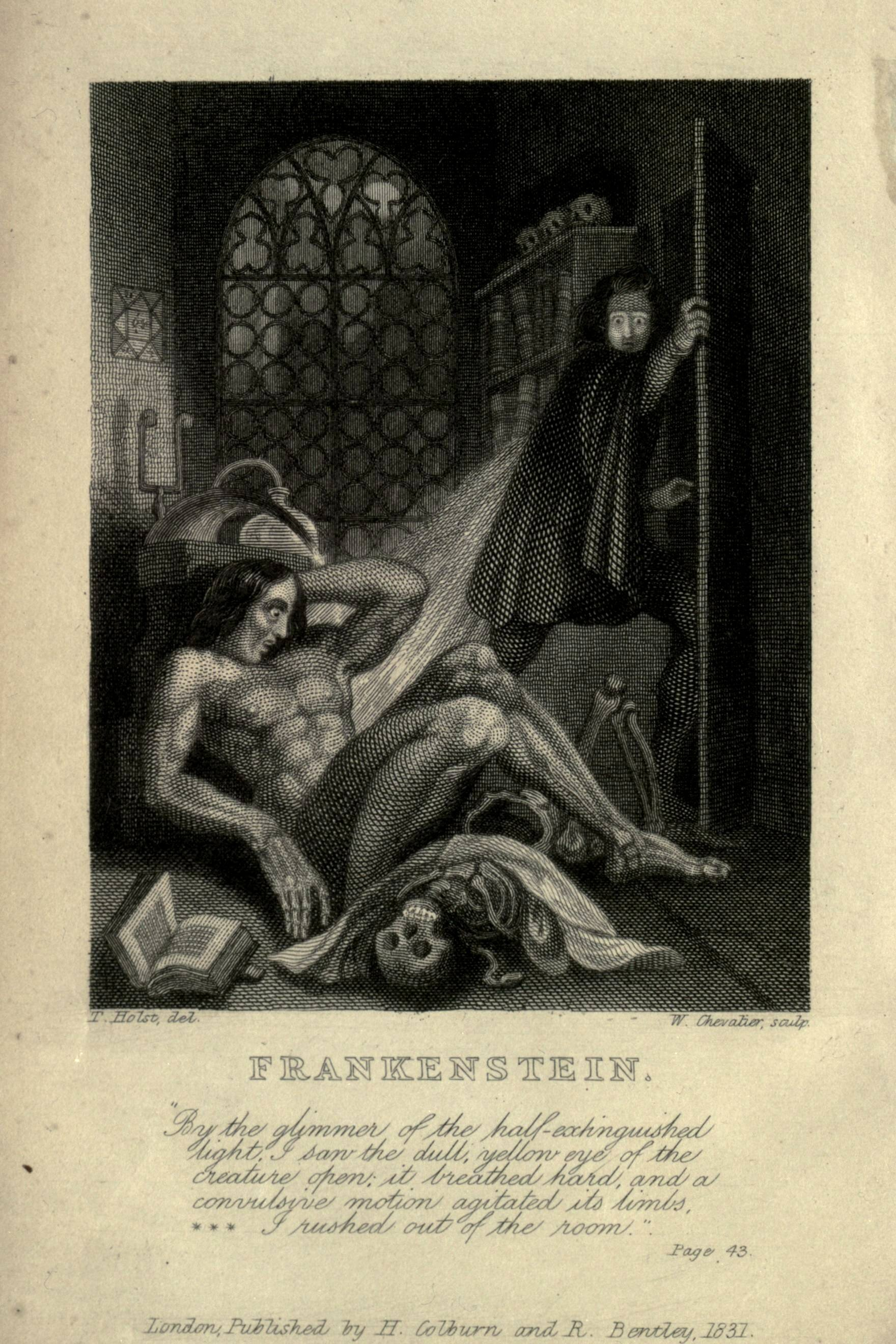
گریز فرانکنشتاین از دست هیولا، چاپ ۱۸۳۱ میلادی.

ویکتور پس از این تجربه بیمار می‌شود و هنری از او پرستاری می‌کند تا بهبود می‌یابد. پس از نقاهتی چهارماهه، ویکتور نامه‌ای از پدرش دریافت می‌کند که خبر از قتل برادرش ویلیام می‌دهد. ویکتور به زنو می‌رود و می‌بیند که هیولا را دز نزدیکی محل وقوع جرم می‌بیند و متقاعد می‌شود که مخلوق خود او مسئول قتل برادرش است. پس از وقوع ماجراهایی، جاستین موریتز، پرستار ویلیام، محکوم به قتل او می‌شود. ویکتور می‌داند که اگر تلاش کند حقیقت را بگوید و جاستین را نجات بدهد هیچ‌کس حرف او را باور نخواهد کرد. جاستین به دار آویخته می‌شود. ویکتور که از اندوه و احساس گناه ویران شده، سر به کوهستان می‌گذارد. وقتی به یخچال‌های طبیعی کوه مون بلان می‌رسد، هیولا ناگهان به سراغ او می‌آید و از ویکتور می‌خواهد که حکایت او را بشنود.

### روایت هیولای فرانکنشتاین
هیولا با بیانی هوشمندانه و شیوا، آنچه را که در نخستین روزهای زندگی‌اش در برهوت بر او گذشته بازمی‌گوید. هیولا فهمیده که انسان‌ها به خاطر ظاهر هولناکش از او می‌ترسند و نفرت دارند که باعث می‌شود او هم از انسان‌ها بترسد. ساختمانی مخروبه در کنار یک کلبه را پیدا می‌کند و آنجا پنهان می‌شود. با گذشت زمان، به خانواده فقیری که در کلبه زندگی می‌کنند علاقمند می‌شود و مخفیانه در انجام کارهای روزمره به آنها کمک می‌کند. پس از ماه‌ها زندگی مخفیانه در کنار کلبه، هیولا با گوش‌دادن به صدای آن خانواده، حرف‌زدن می‌آموزد و خواندن را هم خودش یادمی‌گیرد. وقتی انعکاس چهره خود را در یک آبگیر می‌بیند متوجه می‌شود که چه ظاهر هولناکی دارد و خودش هم به وحشت می‌افتد. به‌تدریج به آن خانواده علاقه و وابستگی پیدا می‌کند و نهایتاً به امید دوست‌شدن با آنها قدم پیش می‌گذارد. وقتی وارد کلبه می‌شود فقط پدر نابینای خانواده در خانه است. این دو با هم گفتگو می‌کنند اما وقتی بقیه اعضای خانواده برمی‌گردند، از هیولا می‌ترسند. پسر پیرمرد نابینا به هیولا حمله می‌کند و هیولا پا به فرار می‌گذارد. روز بعد، خانواده از ترس بازگشت هیولا خانه‌شان را ترک می‌کنند. هیولا از این رفتار عصبانی می‌شود و امید پذیرفته‌شدن از سوی انسان‌ها را رها می‌کند. هیولا از خالق خود نیز متنفر است زیرا او را به حال خود رها کرده، اما تصمیم می‌گیرد به ژنو برود تا او را پیدا کند چون باور دارد که ویکتور تنها کسی است که مسئولیت دارد به او کمک کند. در مسیر سفر، هیولا دخترکی را که درون رودخانه افتاده نحات می‌دهد اما پدر دخترک که فکر می‌کند هیولا قصد آسیب‌زدن به فرزندش را داشته، به شانه هیولا شلیک می‌کند. هیولا قسم می‌خورد که از نوع بشر انتقام بگیرد و با کمک‌گرفتن از جزئیاتی که در خاطرات روزانه ویکتور پیدا می‌کند به ژنو می‌رسد، ویلیام را به قتل می‌رساند و جاستین را گناهکار جلوه می‌دهد.
هیولا از ویکتور تقاضا می‌کند که همدم مؤنثی مثل خودش برایش خلق کند و می‌گوید که به عنوان یک موجود زنده، حق دارد شاد و خوشبخت باشد. هیولا قول می‌دهد که اگر ویکتور این کار را برایش بکند، او با جفتش به آمریکای جنوبی می‌رود و دیگر هرگز برنمی‌گردد. ما اگر ویکتور تقاضایش را نپذیرد باقی دوستان و عزیزان او را هم می‌کشد و زندگی‌اش را نابود می‌کند. ویکتور با اکراه می‌پذیرد.

### ادامه روایت ویکتور فرانکنشتاین
ویکتور همراه با هنری کلروال به انگلستان می‌رود اما بنا به اصرار ویکتور، این دو در پرت (اسکاتلند) از هم جدا می‌شوند. ویکتور گمان می‌کند که هیولا در تعقیب اوست. به جزایر اورکنی می‌رود و آنجا هنگام ساختن جفت مؤنث فرانکنشتاین، نسبت به نتایج فاجعه‌بار کار خود دچار دلشوره و اضطراب شدید می‌شود. او می‌ترسد که موجود موثت از هیولا نفرت داشته باشد یا از او هم شرورتر شود. وحشت بزرگترش از این است که ساختن موجود مؤنث، منجر به تولیدمثل این دو و ایجاد نژادی شود که بشریت را نابود سازد. ویکتور پیکر ناتمام موجود مؤنث را از بین می‌برد و در اینجا هیولا را می‌بیند که از پنجره‌ای او را می‌پاید. هیولا با دیدن این صحنه فوراً وارد خانه می‌شود و ویکتور را تهدید می‌کند که کار را ادامه بدهد اما ویکتور به این باور رسیده که چون هیولا شرور است، جفت او نیز شرور خواهد بود و این جفت تهدیدی برای بشریت خواهند بود. هیولا می‌رود اما قبل از رفتن ویکتور را تهدید می‌کند که «شب عروسی‌ات همراهت خواهم بود». ویکتور این جمله را تهدیدی علیه جان خودش تعبیر می‌کند. ویکتور به دریا می‌رود تا ابزارهای خود را بیرون بریزد اما در قایق خوابش می‌برد و به خاطر وضع نامساعد هوا نمی‌تواند به ساحل برگردد و در نهایت دست باد او را به ساحل ایرلند می‌رساند. وقتی ویکتور وارد ایرلند می‌شود، او را بابت قتل هنری کلروال دستگیر می‌کنند. هیولا کلروال را خفه کرده و جسد او را در جایی گذاشته بود که خالقش رسیده. ویکتور باز هم در هم می‌شکند و به زندان می‌افتد. اما بی‌گناهی او اثبات می‌شود و پس از آزادی به خانه پدری‌اش برمی‌گردد. پدرش توانسته بخشی از ثروت پدر الیزابت را به دست الیزابت برساند.
در ژنو، ویکتور در آستانه ازدواج با الیزابت، خود را برای نبرد مرگ و زندگی با هیولا آماده می‌کند و تفنگ و خنجری همراه خود برمی‌دارد. شب عروسی، ویکتور از الیزابت می‌خواهد در اتاق بماند تا او به دنبال «دیو» بگردد. وقتی ویکتور مشغول گشتن است، هیولا الیزابت را خفه می‌کند. ویکتور از پنجره هیولا را می‌بیند که دارد به جسد الیزابت اشاره می‌کند. ویکتور سعی می‌کند هیولا را با گلوله بزند اما هیولا فرار می‌کند. پدر ویکتور که پیری و مرگ الیزابت از پا درش آورده، چند روز بعد می‌میرد. ویکتور در پی انتقام، هیولا را قدم به قدم در سراسر اروپا تعقیب می‌کند تا اینکه به روسیه می‌رسند. در نهایت، تعقیب منتهی به اقیانوس منجمد شمالی و قطب شمال می‌شود و ویکتور به یک مایلی هیولا می‌رسد اما بر اثر خستگی مفرط و سرمازدگی از پا می‌افتد و هیولا فرار می‌کند. تکه‌یخ دور سورتمه ویکتور می‌شکند و کم‌کم او را به نزدیکی کشتی والتون می‌رساند.

### پایان‌بندی داستان با ناخدا والتون
در پایان روایت ویکتور، ناخدا والتون داستان را ادامه می‌دهد. چند روز بعد از ناپدیدشدن هیولا، کشتی در توده‌ای از یخ شناور گیر می‌افتد. چند نفر از خدمه کشتی در سرما می‌میرند و بقیه خدمه اصرار دارند که وقتی کشتی از این وضع درآمد، باید به سوی جنوب برگردند. ویکتور از شنیدن تقاضای خدمه خشمگین می‌شود و علیرغم وضع نامساعدش، برای آنها سخنرانی می‌کند. به آنها یادآوری می‌کند که چرا انتخاب کردند که به این سفر اکتشافی بپیوندند و می‌گوید که دشواری و خطر است که مأموریت باشکوهی مانند این را رقم می‌زند و نه راحتی و آرامش. از آنها می‌خواهد که مرد باشند و نه موجوداتی بزدل. هرچند سخنرانی او بر خدمه اثر می‌گذارد اما برای تغییر نظر آنها کافی نیست و وقتی کشتی نجات پیدا می‌کند والتون نومیدانه تصمیم به بازگشت به سوی جنوب می‌گیرد. ویکتور می‌گوید که این سفر را خود به تنهایی ادامه خواهد داد و اصرار می‌کند که هیولا باید بمیرد.
ویکتور کمی پس از آن می‌میرد و در آخرین جملاتش به والتون می‌گوید که شادی و خوشبختی را در آرامش بجوید و از بلندپروازی و جاه‌طلبی دوری کند. والتون متوجه می‌شود که هیولا وارد کشتی شده و در حال سوگواری کنار جسد ویکتور است. هیولا به والتون می‌گوید که مرگ ویکتور مایه آرامش او نشده بلکه جنایاتی که مرتکب شده او را از ویکتور هم بدبخت‌تر کرده. هیولا سوگند می‌خورد که خود را خواهد کشت تا هیچ‌کس از وجود او چیزی نداند. هیولا روی تکه‌یخی دور می‌شود و دیگر هیچ‌کس او را نمی‌بیند.

## پرومتهٔ مدرن
پرومتهٔ مدرن عنوان فرعی این رمان است که البته در چاپ‌های مدرن کتاب حذف شده و صرفاً در مقدمه ذکر می‌شود. پرومته در اساطیر یونانی، تیتانی است که انسان‌ها را بر اساس تصویر خدایان خلق می‌کرد تا به دستور زئوس در آنها روح دمیده شود. پرومته به انسان شکار آموخت اما بعدها چون پرومته زئوس را فریب داد تا پیشکش‌های کم‌ارزش انسان‌ها را بپذیرد، زئوس آتش را از نوع بشر دریغ کرد. پرومته آتش را از زئوس پس گرفت و به انسان داد. وقتی خبر به زئوس رسید، پرومته را بر سر قله قاف (در قفقاز) برد و آنجا زنجیر کرد. هر روز عقابی به سراغ پرومته می‌آمد و کبد او را نوک می‌زد اما به خاطر نامیرایی پرومته کبدش روز بعد دوباره رشد می‌کرد و نو می‌شد.
مری شلی که فیثاغوری و جزو طرفداران جستاری در باب پرهیز از غذای حیوانی، به عنوان وظیفه‌ای اخلاقی (نوشته جوزف ریتسون) بود، پرومته را نه یک قهرمان بلکه موجودی شیطانی می‌دید و او را به خاطر آوردن آتش برای انسان و وسوسه نژاد بشر به گناه خوردن گوشت مقصر می‌دانست. شوهر او پرسی شلی نیز چندین جستار دربارهٔ گیاه‌خواری نوشته بود.
لرد بایرون علاقه زیادی به نمایشنامه پرومته در زنجیر اثر آیسخولوس داشت و پرسی شلی نیز در سال ۱۸۲۰ درامایی به نام «پرومته رها از زنجیر» نوشت. عبارت «پرومتهٔ مدرن» از ایمانوئل کانت وام گرفته شده که بنجامین فرانکلین را به‌خاطر آزمایش‌هایی که روی الکتریسیته انجام می‌داد «پرومته عصر مدرن» نامیده بود.

## اقتباس‌های سینمایی
فرانکنشتاین شهرت خود را بیش از هر چیز مدیون اقتباس‌های سینمایی خود است. اولین اقتباس سینمایی آن در سال ۱۹۱۰ توسط کمپانی ادیسون ساخته شد. این اقتباس ۱۲ دقیقه طول داشت. اما اولین اقتباس مشهور از آن در سال ۱۹۳۱با نقش آفرینی بوریس کارلوف و کارگردانی جیمز ویل ساخته شد. کارلوف با بازی در نقش هیولای فرانکنشتاین در این فیلم به شهرت زیادی رسید. از روی این اثر بیش از ۳۰ اقتباس سینمایی یا تلویزیونی ساخته شده است که آخرین آن‌ها در سال ۱۹۹۴ با نقش آفرینی بازیگر معروف سینمای هالیوود، رابرت دنیرو در نقش هیولای فرانکنشتاین و کنت برانا در نقش فرانکنشتاین بوده است. کارگردانی این اثر با خود کنت برانا بود.
اثری دیگر در همین موضوع در زانویه ۲۰۱۴ به اسم من، فرانکنستاین ساخته شده است؛ که در این اثر هیولای فرانکشتاین همسر او را به قتل می‌رساند و فرانکشتاین به دنبال او تا قطب می‌رود و او می‌میرد و پس از ۲۰۰ سال بعد از تولد هیولا را نشان می‌دهد در این داستان که هیولا ۲۰۰ سال دارد و با فرشته‌ها متحد می‌شود و در پایان داستان هم پسر شیطان را نابود می‌کند. آخرین فیلم ساخته شده با بازیگری هنرمندان هالیوود به نام "ویکتور فرانکشتاین "ساخته و اکران شد.

## شخصیت‌ها
ویکتور فرانکنشتاین: شخصیت اصلی داستان که برای رسیدن به هدفش (پی بردن به راز حیات) با کنار هم قرار دادن تکه‌های بدن اجساد هیولایی با ظاهری مخوف خلق کرد و در نهایت با از دست دادن تمام اعضای خانواده و جانش تاوان گناه خود را داد.
هیولا (هیولای فرانکنشتاین): موجودی زشت و ترسناک که توسط ویکتور فرانکنشتاین ساخته شد. هیولا، به دلیل ظاهر مخوفش از طرف مردم رانده می‌شود و تمام خاطرات تلخی که در دوران تنهایی بدست آورده باعث می‌شود که او کینهٔ انسان‌ها را به دل بگیرد و از خالقش که فرانکنشتاین است می‌خواهد که هیولایی مؤنث خلق کند تا او دیگر تنها نباشد ولی چون خالقش اهمیتی به خواستهٔ او نمی‌دهد (از ترس اینکه آن دو زاد و ولد کرده انسان‌ها را به خطر بیندازند) دست به قتل و جنایت می‌زند.
کاپیتان رابرت والتون: کسی که کل داستان در قالب نامه‌های او روایت می‌شود. والتون محققی است که برای یک سفر اکتشافی راهی قطب شمال می‌شود و در راه ویکتور فرانکنشتاین را (که در تعقیب هیولا بود) از دریا نجات داده و داستان او را می‌نویسد و برای خواهرش می‌فرستد. در انتهای داستان او با هیولا ملاقات می‌کند.
خانم مارگارت ساویل: خواهر والتون است که نامه‌ها برای او فرستاده می‌شود.
بوفورت: پدربزرگ مادری ویکتور فرانکنشتاین، از دوستان صمیمی پدر ویکتور که دچار ورشکستگی شد و به همین دلیل به همراه دخترش تارک دنیا شد و در نهایت درگذشت.
کارولین بوفورت: مادر ویکتور که بعد از مرگ پدرش با دوست صمیمی او ازدواج کرد. او در نهایت دچار تب مخملک شد و از دنیا رفت.
هنری هن: صمیمی‌ترین دوست ویکتور و پسر یکی از تجار ژنو که از استعدادهای زیادی بهره‌مند بود. بسیار روحیه لطیفی داشت و به جزئیات در طبیعت توجه زیادی می‌کرد و از آنها لذت می‌برد. او در سفری که به همراه ویکتور بود از او جدا شد و بوسیله هیولا به قتل رسید.
جاستین موریتز: کسی بود که در خانهٔ فرانکنشتاین کار می‌کرد و به عبارتی مستخدم بود. بعد به جرم قتل ویلیام (برادر کوچک ویکتور) اعدام شد در حالی که قاتل اصلی هیولا بود.
الیزابت لاونزا: دختر عمهٔ ویکتور بود که بعد از مرگ مادرش به خانوادهٔ فرانکنشتاین سپرده شد و همبازی ویکتور گشت. بعد از فوت مادر ویکتور، همه زحمت خودش را برای برپا کردن آرامش در خانه انجام داد و به قولی توانست جایگاه مادر ویکتور را بگیرد. او نقش بسیار مهمی در زندگی ویکتور داشت، او را همیشه می‌ستود و احترام می‌کرد. بعد از اینکه آنها بزرگ شدند با هم ازدواج کردند ولی در همان شب عروسی هیولا او را به قتل رساند.
آلفونس فرانکنشتاین: شهردار ژنو و پدر ویکتور بود که بزرگ‌ترین پشتیبان پسرش محسوب می‌شد و او پسرش را در راه رسیدن به علم و دانش قرار داد. و بسیار نگران ویکتور بود. ولی بعد از شنیدن خبر مرگ الیزابت از شدت غصه و ناراحتی درگذشت.
ویلیام فرانکنشتاین: کوچک‌ترین فرزند آلفونس بود که توسط هیولا خفه شد.
دولاسی: پیرمرد کوری بود که در نزدیکی محل اقامت هیولا زندگی می‌کرد و هیولا یکبار از او درخواست کمک کرد.
فلیکس: پسر دولاسی که هیولا را با کتک از خانه بیرون کرد.
آگاتا: خواهر فلیکس.
قاضی کروین: در ایرلند وی از ویکتور حمایت می‌کند.

## تأثیرات

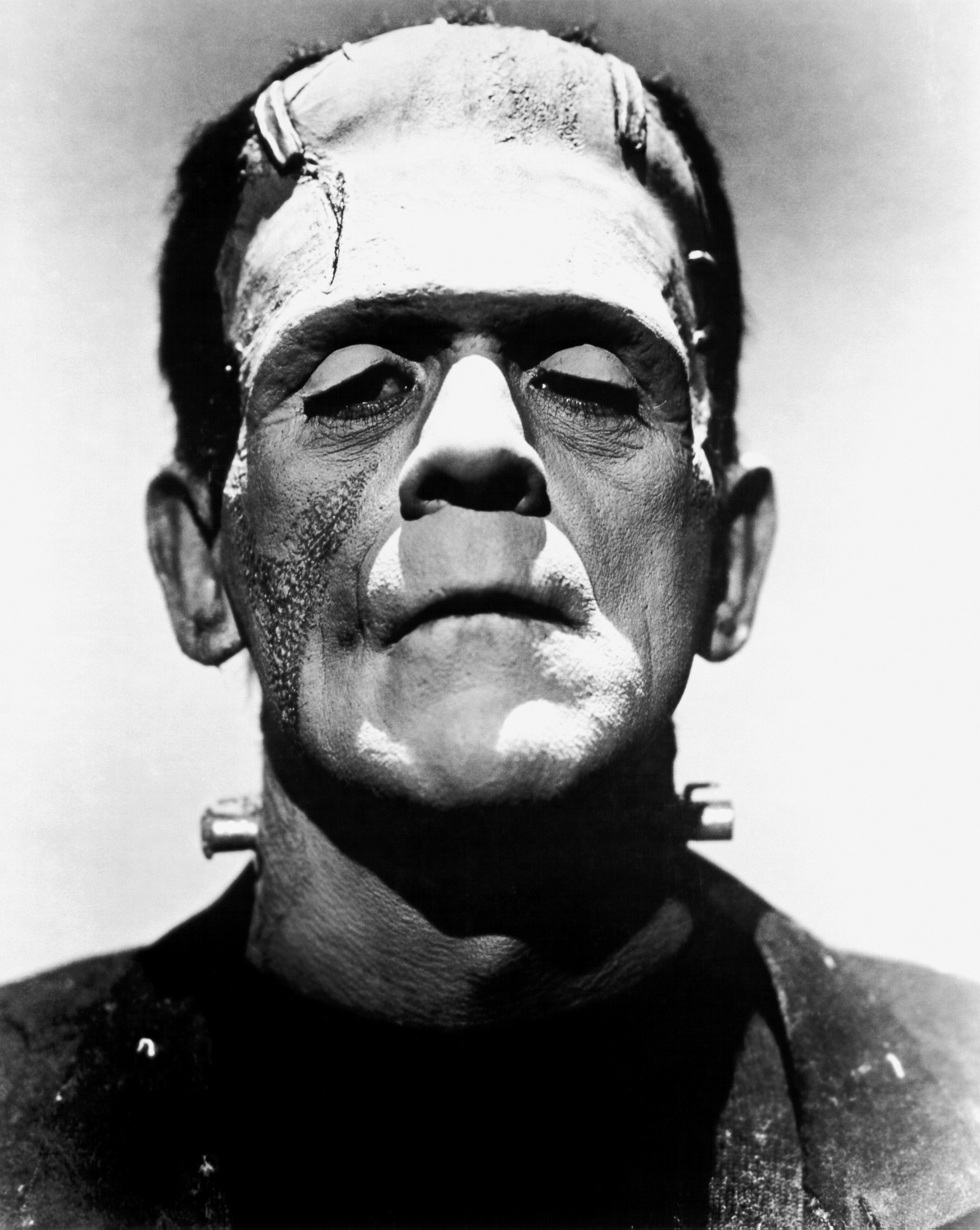
عکس تبلیغاتی بوریس کارلوف از فیلم عروس فرانکنشتاین در نقش هیولای فرانکنشتاین

تأثیر این داستان به حدی بود که این کلمه به‌صورت مدخلی در فرهنگ لغات درآمده است. در داستان، فرانکنشتاین سازندهٔ موجود است و مخلوق یک هیولا است. هیولا فقط هیولا است و هیچ اسمی ندارد، اما به مرور زمان آن هیولا به نام خالق خویش به فرانکنشتاین معروف شده است. شکل صحیح‌تر دیگری که رواج یافته است «هیولای فرانکنشتاین» است.
اما تأثیر هیولای فرانکنشتاین در سراسر دنیا به قدری زیاد بوده که اشخاص مختلف و نویسندگان گوناگونی از آن به‌عنوان شخصیت کتب خود استفاده می‌کنند.
این داستان مربوط به دورهٔ رمانتیک اروپا می‌باشد که در سراسر داستان امید، دلگرمی و همدردی نمایان است. همهٔ ما انسان‌ها نیازمند کمک و یاری از طرف یکدیگر هستیم و با تنها بودن فقط ناامید و خسته می‌شویم؛ مثلاً ویکتور برای خلق هیولا به مدت دو سال تنها زندگی می‌کند که در این مدت بسیار بیمار و ضعیف می‌شود و حتی وقتی هیولا چشمانش را باز می‌کند، ویکتور از شدت ترس و ناامیدی فرار می‌کند.
در این کتاب تعداد بسیاری تعریف‌کننده هستند؛ و این از نشانه‌های دورهٔ رمانتیک است که هر کسی با دید خودش داستان را تعریف می‌کند.

## پانوشت‌ها
1. ↑  تلفظ انگلیسی: فرَنکِنستاین
2. ↑  Hobbler, Dorthy and Thomas. The Monsters: Mary Shelley and the Curse of Frankenstein. Back Bay Books; 20 August 2007.
3. ↑  Garrett, Martin. Mary Shelley. Oxford University Press, 2002.
4. ↑  The Detached Retina: Aspects of SF and Fantasy by Brian Aldiss (1995), p. 78.
5. ↑  Bergen Evans, Comfortable Words, New York: Random House, 1957.
6. ↑  Bryan Garner, A Dictionary of Modern American Usage, New York, Oxford: Oxford University Press, 1998.
7. ↑  «"Benjamin Franklin in London." The Royal Society. Retrieved 8 August 2007». بایگانی‌شده از اصلی در ۱۲ مه ۲۰۱۳. دریافت‌شده در ۳۱ اوت ۲۰۲۱.
8. ↑  "Wade, Phillip. "Shelley and the Miltonic Element in Mary Shelley's Frankenstein." Milton and the Romantics, 2 (December, 1976), 23–25". Archived from the original on 14 April 2011. Retrieved 5 August 2011.
9. ↑  Chiu, Frances A. "Reform, Revolution, and the relevance of Frankenstein in 2020" in Frankenstein Reanimated: Conversations with Artists in Dystopian Times, ed. by Marc Garrett and Yiannis Colakides. London: Torque, 2022, 33–44.